# Frederik Wilhelm Wiehe
Frederik Wilhelm Wiehe, F.W. Wiehe, född 4 december 1817 på Frederiksberg, död 24 mars 1864 i Århus, var en dansk filolog. Han var bror till skådespelarna Michael, Wilhelm och Johan Wiehe.
Wiehe gick i Borgerdydskolen i Köpenhamn 1828–1835, tog artium vid Köpenhamns universitet och 1836 filosofisk examen, studerade därefter filologi, varunder han var alumn på Regensen (1837) och på Borchs Kollegium (1840–1843) och tillika verkade som lärare i sin gamla skola. Han avlade filologisk ämbetsexamen i maj 1843 och den därtill hörande praktiska prövningen i januari 1844. I september 1843 tillförordnades han som lärare i latin och grekiska vid Odense katedralskola och utnämndes till adjunkt där i januari 1844, därefter förflyttades han i december 1846 som överlärare till Slagelse lärda skola, vid vilken han var t.f. rektor från maj 1851 till skolans nedläggning i augusti 1852; i skolans program för detta år skrev han Kort Tilbageblik paa Slagelse lærde Skoles Historie. I september 1852 utnämndes han till överlärare vid Århus katedralskola, men kunde på grund av sjukdom tillträda förrän i september 1854. Han disputerade för doktorsgraden 1856 och utnämndes i mars 1864 till rektor för Frederiksborg lärda skola, men kom aldrig att tillträda denna befattning då han avled några dagar senare. 
Wiehe skrev några småskrifter om den grekiska accentläran (program från Odense 1845 och från Slagelse 1848), Bidrag til græsk Synonymik (program från Slagelse 1850) och doktorsavhandlingen De vestigiis et reliquiis synonymicæ artis Græcorum (1856); mest känd blev han dock för sina kommenterade utgåvor av en rad dialoger av Platon (tre häften, Köpenhamn 1848–51), som användes mycket i skolorna. Andra småavhandlingar av honom, även om danska språket, finns i "Nordisk Tidsskrift for Filologi".
År 1844 ingick Wiehe äktenskap med Johanne Marie Drewsen, dotter till fabriksägaren Christian Drewsen. Från honom härstammar de båda svenska musikerna Mikael och Thomas Wiehe.